# Pulitzer-díjas történelmi témájú könyvek listája
Ebben a listában a Pulitzer-díj „történelmi témájú könyvek” kategóriájának jelöltjei és nyertesei találhatóak.
| Év   | Könyv | Szerző                                    |
| ---- | --- | ----------------------------------------- |
| 2021 | Franchise: The Golden Arches in Black America                                                                | Marcia Chatelain                          |
| 2021 | The Deviant’s War: The Homosexual vs. the United States of America                                           | Eric Cervini                              |
| 2021 | The Three-Cornered War: The Union, the Confederacy, and Native Peoples in the Fight for the West             | Megan Kate Nelson                         |
| 2020 | Sweet Taste of Liberty: A True Story of Slavery and Restitution in America                                   | W. Caleb McDaniel                         |
| 2020 | Race for Profit: How Banks and the Real Estate Industry Undermined Black Homeownership                       | Keeanga-Yamahtta Taylor                   |
| 2020 | The End of the Myth: From the Border Wall in the Mind of America                                             | Greg Grandin                              |
| 2019 | Frederick Douglass: Prophet of Freedom                                                                       | David W. Blight                           |
| 2019 | American Eden: David Hosack, Botany, and Medicine in the Garden of the Early Republic                        | Victoria Johnson                          |
| 2019 | Civilizing Torture: An American Tradition                                                                    | W. Fitzhugh Brundage                      |
| 2018 | The Gulf: The Making of an American Sea                                                                      | Jack E. Davis                             |
| 2018 | Fear City: New York’s Fiscal Crisis and the Rise of Austerity Politics                                       | Kim Phillips-Fein                         |
| 2018 | Hitler in Los Angeles: How Jews Foiled Nazi Plots against Hollywood and America                              | Steven J. Ross                            |
| 2017 | Blood in the Water: The Attica Prison Uprising of 1971 and Its Legacy                                        | Heather Ann Thompson                      |
| 2017 | Brothers at Arms: American Independence and the Men of France and Spain Who Saved It                         | Larrie D. Ferreiro                        |
| 2017 | New England Bound: Slavery and Colonization in Early America                                                 | Wendy Warren                              |
| 2016 | Custer's Trials: A Life on the Frontier of a New America                                                     | T. J. Stiles                              |
| 2016 | Marching Home: Union Veterans and Their Unending Civil War                                                   | Brian Matthew Jordan                      |
| 2016 | Target Tokyo: Jimmy Doolittle and the Raid That Avenged Pearl Harbor                                         | James M. Scott                            |
| 2016 | The Pentagon's Brain: An Uncensored History of DARPA, America's Top-Secret Military Research Agency          | Annie Jacobsen                            |
| 2015 | Encounters at the Heart of the World: A History of the Mandan People                                         | Elizabeth A. Fenn                         |
| 2015 | Empire of Cotton: A Global History                                                                           | Sven Beckert                              |
| 2015 | An Empire on the Edge: How Britain Came to Fight America                                                     | Nick Bunker                               |
| 2014 | The Internal Enemy: Slavery and War in Virginia, 1772-1832                                                   | Alan Taylor                               |
| 2014 | A Dreadful Deceit: The Myth of Race from the Colonial Era to Obama's America                                 | Jacqueline Jones                          |
| 2014 | Command and Control: Nuclear Weapons, the Damascus Accident and the Illusion of Safety                       | Eric Schlosser                            |
| 2013 | Embers of War: The Fall of an Empire and the Making of America's Vietnam                                     | Fredrik Logevall                          |
| 2013 | The Barbarous Years: The Peopling of British North America: The Conflict of Civilizations, 1600-1675         | Bernard Bailyn                            |
| 2013 | Lincoln’s Code: The Laws of War in American History                                                          | John Fabian Witt                          |
| 2012 | Malcolm X: A Life of Reinvention                                                                             | Manning Murable                           |
| 2012 | Empires, Nations & Families: A History of the North American West, 1800-1860                                 | Anne F. Hyde                              |
| 2012 | The Eleventh Day: The Full Story of 9/11 and Osama Bin Laden                                                 | Anthony Summers és Robbyn Swan            |
| 2012 | Railroaded: The Transcontinentals and the Making of Modern America                                           | Richard White                             |
| 2011 | The Fiery Trial: Abraham Lincoln and American Slavery                                                        | Eric Foner                                |
| 2011 | Confederate Reckoning: Power and Politics in the Civil War South                                             | Stephanie McCurry                         |
| 2011 | Eden on the Charles: The Making of Boston                                                                    | Michael Rawson                            |
| 2010 | Lords of Finance: The Bankers Who Broke the World                                                            | Liaquat Ahamed                            |
| 2010 | Fordlandia: The Rise and Fall of Henry Ford’s Forgotten Jungle City                                          | Greg Grandin                              |
| 2010 | Empire of Liberty: A History of the Early Republic, 1789-1815                                                | Gordon S. Wood                            |
| 2009 | The Hemingses of Monticello: An American Family                                                              | Annette Gordon-Reed                       |
| 2009 | This Republic of Suffering: Death and the American Civil War                                                 | Drew Gilpin Faust                         |
| 2009 | The Liberal Hour: Washington and the Politics of Change in the 1960s                                         | G. Calvin Mackenzie és Robert Weisbrot    |
| 2008 | What Hath God Wrought: The Transformation of America, 1815-1848                                              | Daniel Walker Howe                        |
| 2008 | Nixon and Kissinger: Partners in Power                                                                       | Robert Dallek                             |
| 2008 | The Coldest Winter: America and the Korean War                                                               | David Halberstam                          |
| 2007 | The Race Beat: The Press, the Civil Rights Struggle, and the Awakening of a Nation                           | Gene Roberts és Hank Klibanoff            |
| 2007 | Middle Passages: African American Journeys to Africa, 1787-2005                                              | James T. Campbell                         |
| 2007 | Mayflower: A Story of Courage, Community, and War                                                            | Nathaniel Philbrick                       |
| 2006 | Polio: An American Story                                                                                     | David M. Oshinsky                         |
| 2006 | New York Burning                                                                                             | Jill Lepore                               |
| 2006 | The Rise of American Democracy: Jefferson to Lincoln                                                         | Sean Wilentz                              |
| 2005 | Washington’s Crossing                                                                                        | David Hackett Fischer                     |
| 2005 | Arc of Justice: A Saga of Race, Civil Rights, and Murder in the Jazz Age                                     | Kevin Boyle                               |
| 2005 | Conjectures of Order: Intellectual Life and the American South, 1810-1860                                    | Michael O’Brien                           |
| 2004 | A Nation Under Our Feet: Black Political Struggles in the Rural South from Slavery to the Great Migration    | Steven Hahn                               |
| 2004 | They Marched Into Sunlight: War and Peace, Vietnam and America, October 1967                                 | David Maraniss                            |
| 2004 | Great Fortune: The Epic of Rockefeller Center                                                                | Daniel Okrent                             |
| 2003 | Hajnali hadsereg: az észak-afrikai háború, 1942-1943 (An Army at Dawn: The War in North Africa, 1942-1943)   | Rick Atkinson                             |
| 2003 | At the Hands of Persons Unknown: The Lynching of Black America                                               | Philip Dray                               |
| 2003 | Rereading Sex: Battles Over Sexual Knowledge and Suppression in Nineteenth Century America                   | Helen Lefkowitz Horowitz                  |
| 2002 | The Metaphysical Club: A Story of Ideas in America                                                           | Louis Menand                              |
| 2002 | Deep Souths: Delta, Piedmont, and the Sea Island Society in the Age of Segregation                           | J. William Harris                         |
| 2002 | Facing East from Indian Country: A Native History of Early America                                           | Daniel K. Richter                         |
| 2001 | Founding Brothers: The Revolutionary Generation                                                              | Joseph J. Ellis                           |
| 2001 | Way Out There in the Blue                                                                                    | Frances FitzGerald                        |
| 2001 | The Right to Vote: The Contested History of Democracy in the United States                                   | Alexander Keyssar                         |
| 2000 | Freedom From Fear: The American People in Depression and War, 1929-1945                                      | David M. Kennedy                          |
| 2000 | Into the American Woods: Negotiators on the Pennsylvania Frontier                                            | James H. Merrell                          |
| 2000 | The Cousins’ Wars: Religion, Politics and the Triumph of Anglo-America                                       | Kevin Phillips                            |
| 1999 | Gotham: A History of New York City to 1898                                                                   | Edwin G. Burrows és Mike Wallace          |
| 1999 | The New Ocean: The Story of the First Space Age                                                              | William E. Burrows                        |
| 1999 | In a Barren Land: American Indian Dispossession and Survival                                                 | Paula Mitchell Marks                      |
| 1998 | Summer for the Gods: The Scopes Trial and America’s Continuing Debate Over Science and Religion              | Edward J. Larson                          |
| 1998 | Big Trouble: A Murder in a Small Western Town Sets Off a Struggle for the Soul of America                    | J. Anthony Lukas                          |
| 1998 | Civic Ideals: Conflicting Visions of Citizenship in U.S. History                                             | Rogers M. Smith                           |
| 1997 | Original Meanings: Politics and Ideas in the Making of the Constitution                                      | Jack N. Rakove                            |
| 1997 | Founding Mothers and Fathers                                                                                 | Mary Beth Norton                          |
| 1997 | The Battle for Christmas                                                                                     | Stephen Nissenbaum                        |
| 1996 | William Cooper’s Town: Power and Persuasion on the Frontier of the Early American Republic                   | Alan Taylor                               |
| 1996 | The Sacred Fire of Liberty: James Madison and the Founding of the Federal Republic                           | Lance Banning                             |
| 1996 | Dark Sun: The Making of the Hydrogen Bomb                                                                    | Richard Rhodes                            |
| 1995 | No Ordinary Time: Franklin and Eleanor Roosevelt: The Home Front in World War II                             | Doris Kearns Goodwin                      |
| 1995 | Stories of Scottsboro                                                                                        | James Goodman                             |
| 1995 | Lincoln in American Memory                                                                                   | Merrill D. Peterson                       |
| 1994 | Crime and Punishment in American History                                                                     | Lawrence M. Friedman                      |
| 1994 | Case Closed: Lee Harvey Oswald and the Assassination of JFK                                                  | Gerald Posner                             |
| 1994 | William Faulkner and Southern History                                                                        | Joel Williamson                           |
| 1993 | The Radicalism of the American Revolution                                                                    | Gordon S. Wood                            |
| 1993 | The Promise of the New South: Life After Reconstruction                                                      | Edward L. Ayers                           |
| 1993 | Lincoln at Gettysburg: The Words That Remade America                                                         | Garry Wills                               |
| 1992 | The Fate of Liberty: Abraham Lincoln and Civil Liberties                                                     | Mark E. Neely                             |
| 1992 | Nature’s Metropolis: Chicago and the Great West                                                              | William Cronon                            |
| 1992 | A Very Thin Line: The Iran-Contra Affairs                                                                    | Theodore Draper                           |
| 1992 | Profits in the Wilderness: Entrepreneurship and the Founding of New England Towns in the Seventeenth Century | John Frederick Martin                     |
| 1992 | The Middle Ground: Indians, Empires, and Republics in the Great Lakes Region, 1650-1815                      | Richard White                             |
| 1991 | A Midwife’s Tale                                                                                             | Laurel Thatcher Ulrich                    |
| 1991 | Making a New Deal: Industrial Workers in Chicago, 1919-1939                                                  | Lizabeth Cohen                            |
| 1991 | The Civil Rights Era: Origins and Development of National Policy                                             | Hugh David Graham                         |
| 1991 | America in 1857: A Nation on the Brink                                                                       | Kenneth M. Stampp                         |
| 1990 | In Our Image: America’s Empire in the Philippines                                                            | Stanley Karnow                            |
| 1990 | The Image of the Black in Western Art, Volume IV: From the American Revolution to World War I                | Hugh Honour                               |
| 1990 | American Genesis: A Century of Invention and Technological Enthusiasm 1870-1970                              | Thomas P. Hughes                          |
| 1989 | Battle Cry of Freedom: The Civil War Era                                                                     | James M. McPherson                        |
| 1989 | Parting the Waters: America in the King Years 1954-1963                                                      | Taylor Branch                             |
| 1989 | Reconstruction: America’s Unfinished Revolution, 1863-1877                                                   | Eric Foner                                |
| 1989 | A Bright Shining Lie: John Paul Vann and America in Vietnam                                                  | Neil Sheehan                              |
| 1988 | The Launching of Modern American Science 1846-1876                                                           | Robert V. Bruce                           |
| 1988 | The Fall of the House of Labor                                                                               | David Montgomery                          |
| 1988 | The Care of Strangers: The Rise of America’s Hospital System                                                 | Charles E. Rosenberg                      |
| 1987 | Voyagers to the West: A Passage in the Peopling of America on the Eve of the Revolution                      | Bernard Bailyn                            |
| 1987 | Eisenhower: At War, 1943-1945                                                                                | David Eisenhower                          |
| 1987 | Bearing the Cross: Martin Luther King, Jr. and the Southern Christian Leadership Conference                  | David J. Garrow                           |
| 1986 | …the Heavens and the Earth: A Political History of the Space Age                                             | Walter A. McDougall                       |
| 1986 | Labor of Love, Labor of Sorrow: Black Women, Work and the Family from Slavery to the Present                 | Jacqueline Jones                          |
| 1986 | Novus Ordo Seclorum: the Intellectual Origins of the Constitution                                            | Forrest McDonald                          |
| 1986 | Emigrants and Exiles: Ireland and the Irish Exodus to North America                                          | Kerby A. Miller                           |
| 1985 | Prophets of Regulation                                                                                       | Thomas K. McCraw                          |
| 1985 | The Great Father: The United States Government and the American Indians                                      | Francis Paul Prucha                       |
| 1985 | The Crucible of Race                                                                                         | Joel Williamson                           |
| 1984 | Nem osztottak díjat                                                                                          | Nem osztottak díjat                       |
| 1983 | The Transformation of Virginia, 1740-1790                                                                    | Rhys L. Isaac                             |
| 1983 | The Glorious Cause: The American Revolution, 1763-1789                                                       | Robert L. Middlekauff                     |
| 1983 | Southern Honor: Ethics and Behavior in the Old South                                                         | Bertram Wyatt-Brown                       |
| 1982 | Mary Chesnut’s Civil War                                                                                     | C. Vann Woodward                          |
| 1982 | White Supremacy: A Comparative Study in American and South African History                                   | George M. Frederickson                    |
| 1982 | Power and Culture: The Japanese-American War, 1941-1945                                                      | Akira Iriye                               |
| 1981 | American Education: The National Experience, 1783-1876                                                       | Lawrence A. Cremin                        |
| 1981 | Over Here: The First World War and American Society                                                          | David M. Kennedy                          |
| 1981 | A Search for Power: The ’Weaker Sex’ in Seventeenth Century New England                                      | Lyle Koehler                              |
| 1980 | Been in the Storm So Long                                                                                    | Leon F. Litwack                           |
| 1980 | The Urban Crucible                                                                                           | Gary B. Nash                              |
| 1980 | The Plains Across                                                                                            | John B. Unruh                             |
| 1979 | The Dred Scott Case                                                                                          | Don E. Fehrenbacher                       |
| 1978 | The Visible Hand: The Managerial Revolution in American Business                                             | Alfred D. Chandler                        |
| 1977 | The Impending Crisis, 1841-1867                                                                              | David M. Potter                           |
| 1976 | Lamy of Santa Fe                                                                                             | Paul Horgan                               |
| 1975 | Jefferson and His Time                                                                                       | Dumas Malone                              |
| 1974 | The Americans: The Democratic Experience                                                                     | Daniel J. Boorstin                        |
| 1973 | People of Paradox: An Inquiry Concerning the Origins of American Civilization                                | Michael Kammen                            |
| 1972 | Neither Black Nor White                                                                                      | Carl N. Degler                            |
| 1971 | Roosevelt: The Soldier Of Freedom                                                                            | James MacGregor Burns                     |
| 1970 | Present At The Creation: My Years In The State Department                                                    | Dean Acheson                              |
| 1969 | Origins of the Fifth Amendment                                                                               | Leonard W. Levy                           |
| 1968 | The Ideological Origins of the American Revolution                                                           | Bernard Bailyn                            |
| 1967 | Exploration and Empire: The Explorer and the Scientist in the Winning of the American West                   | William H. Goetzmann                      |
| 1966 | The Life of the Mind in America                                                                              | Perry Miller                              |
| 1965 | The Greenback Era                                                                                            | Irwin Unger                               |
| 1964 | Puritan Village: The Formation of a New England Town                                                         | Sumner Chilton Powell                     |
| 1963 | Washington, Village and Capital, 1800-1878                                                                   | Constance McLaughlin Green                |
| 1962 | The Triumphant Empire: Thunder-Clouds Gather in the West 1763-1766                                           | Lawrence H. Gipson                        |
| 1961 | Between War and Peace: The Potsdam Conference                                                                | Herbert Feis                              |
| 1960 | In the Days of McKinley                                                                                      | Margaret Leech                            |
| 1959 | The Republican Era: 1869-1901                                                                                | Leonard D. White                          |
| 1958 | Banks and Politics in America                                                                                | Bray Hammond                              |
| 1957 | Russia Leaves the War: Soviet-American Relations, 1917-1920                                                  | George F. Kennan                          |
| 1956 | The Age of Reform                                                                                            | Richard Hofstadter                        |
| 1955 | Great River: The Rio Grande in North American History                                                        | Paul Horgan                               |
| 1954 | A Stillness at Appomattox                                                                                    | Bruce Catton                              |
| 1953 | The Era of Good Feelings                                                                                     | George Dangerfield                        |
| 1952 | The Uprooted                                                                                                 | Oscar Handlin                             |
| 1951 | The Old Northwest, Pioneer Period 1815-1840                                                                  | R. Carlyle Buley                          |
| 1950 | Art and Life in America                                                                                      | Oliver W. Larkin                          |
| 1949 | The Disruption of American Democracy                                                                         | Roy Franklin Nichols                      |
| 1948 | Across the Wide Missouri                                                                                     | Bernard Devoto                            |
| 1947 | Scientists Against Time                                                                                      | James Phinney Baxter III                  |
| 1946 | The Age of Jackson                                                                                           | Arthur Meier Schlesinger                  |
| 1945 | Unfinished Business                                                                                          | Stephen Bonsal                            |
| 1944 | The Growth of American Thought                                                                               | Merle Curti                               |
| 1943 | Paul Revere and the World He Lived In                                                                        | Esther Forbes                             |
| 1942 | Reveille in Washington, 1860-1865                                                                            | Margaret Leech                            |
| 1941 | The Atlantic Migration, 1607-1860                                                                            | Marcus Lee Hansen                         |
| 1940 | Abraham Lincoln (Abraham Lincoln: The War Years)                                                             | Carl Sandburg                             |
| 1939 | A History of American Magazines                                                                              | Frank Luther Mott                         |
| 1938 | The Road to Reunion, 1865-1900                                                                               | Paul Herman Buck                          |
| 1937 | The Flowering of New England 1815-1865                                                                       | Van Wyck Brooks                           |
| 1936 | A Constitutional History of the United States                                                                | Andrew C. McLaughlin                      |
| 1935 | The Colonial Period of American History                                                                      | Charles McLean Andrews                    |
| 1934 | The People’s Choice                                                                                          | Herbert Agar                              |
| 1933 | The Significance of Sections in American History                                                             | Frederick J. Turner                       |
| 1932 | My Experiences in the World War                                                                              | John Pershing                             |
| 1931 | The Coming of the War 1914                                                                                   | Bernadotte E. Schmitt                     |
| 1930 | The War of Independence                                                                                      | Claude H. Van Tyne                        |
| 1929 | The Organization and Administration of the Union Army, 1861-1865                                             | Fred Albert Shannon                       |
| 1928 | Main Currents in American Thought                                                                            | Vernon Louis Parrington                   |
| 1927 | Pinckney’s Treaty                                                                                            | Samuel Flagg Bemis                        |
| 1926 | A History of the United States                                                                               | Edward Channing                           |
| 1925 | History of the American Frontier                                                                             | Frederic L. Paxson                        |
| 1924 | The American Revolution: A Constitutional Interpretation                                                     | Charles Howard McIlwain                   |
| 1923 | The Supreme Court in United States History                                                                   | Charles Warren                            |
| 1922 | The Founding of New England                                                                                  | James Truslow Adams                       |
| 1921 | The Victory at Sea                                                                                           | William Sowden Sims és Burton J. Hendrick |
| 1920 | The War with Mexico                                                                                          | Justin H. Smith                           |
| 1919 | Nem osztottak díjat                                                                                          | Nem osztottak díjat                       |
| 1918 | A History of the Civil War, 1861-1865                                                                        | James Ford Rhodes                         |
| 1917 | With Americans of Past and Present Days                                                                      | J. J. Jusserand                           |